# Ochotnicza Straż Pożarna w Kozarzach
Ochotnicza Straż Pożarna w Kozarzach – organizacja społeczna powstała w 1961 roku w Kozarzach.
Jest stowarzyszeniem, którego głównym celem jest zapobieganie pożarom oraz współdziałanie w tym zakresie z Państwową Strażą Pożarną, organami samorządowymi i innymi podmiotami, udział w akcjach ratowniczych oraz w obronie cywilnej. W 2011 r. OSP w Kozarzach została odznaczona brązowym medalem Za zasługi dla pożarnictwa.
Sposób reprezentacji:
- prezes zarządu reprezentuje ochotniczą straż pożarną na zewnątrz
- umowy, akty oraz pełnomocnictwa i dokumenty finansowe podpisuje w imieniu OSP prezes lub wiceprezes i skarbnik[2]

## Historia
Tragicznym impulsem do założenia straży ogniowej w Kozarzach był pożar, który wybuchł w roku 1960 i strawił kilka zabudowań. Dzięki staraniom lokalnych społeczników i przychylności władz Gromady Kuczyn, powołano do życia Ochotniczą Straż Pożarną i wyposażono ją w podstawowy sprzęt: węże i ręczną sikawkę. Kilka lat później jednostka pozyskała motopompę. Początkowo sprzęt był przechowywany w prywatnych pomieszczeniach, później w opuszczonym budynku starej szkoły podstawowej.
Prezesem OSP został kierownik szkoły, Michał Guz. W 1964 r. z funduszy gromadzkich zakupiono m.in.: ubrania strażackie, hełmy i pasy.
Murowaną remizę wraz z zapleczem socjalnym, garażem oraz pomieszczeniami magazynowymi wybudowano w latach 1992–1994 przy wsparciu Urzędu Gminy w Ciechanowcu oraz z dobrowolnych składek i przy czynnym udziale mieszkańców.  W roku 1994 straż pozyskała używany samochód bojowy Star 660.
W 2008 r. OSP w Kozarzach w ramach projektu Świetlica dla wszystkich przeprowadziła szkolenia: kulinarne, udzielania pierwszej pomocy przedmedycznej, komputerowe i organizowanie imprez okolicznościowych. We wrześniu 2008 z funduszu gminy i władz wojewódzkich zakupiono średni samochód strażacki.
Od kwietnia do sierpnia 2011 r. wykonano przebudowę remizy wraz z zagospodarowaniem otoczenia. Między innymi przeprowadzono remont instalacji elektrycznej, wymieniono pokrycie dachowe, stolarkę okienną i drzwiową, wykonano posadzki oraz roboty sanitarne.  Dokonano izolacji termicznej ścian zewnętrznych i elewacji i utwardzono plac manewrowy kostką brukową z krawężnikami.
3 IX 2011 r. OSP z Kozarzach obchodziła 50. rocznicę powstania. Z tej okazji otrzymała sztandar ufundowany przez instytucje, firmy i osoby prywatne. Byłym i czynnym strażakom oraz osobom wspierającym wręczono medale i odznaczenia.

## Władze OSP(2012)

### Prezes
- Tadeusz Tenderenda

### Naczelnik
- Zdzisław Tenderenda

### Członkowie reprezentacji
- Wiceprezes – Ryszard Tomczuk
- Skarbnik – Mariusz Jóźwiak
- Sekretarz – Piotr Michał Mirkowicz
- Gospodarz – Robert Leszczyński
- Członek Zarządu – Krzysztof Tenderenda[7]

## Kalendarium
- 1961 – założenie Ochotniczej Straży Pożarnej w Kozarzach
- 1992 – rozpoczęcie budowy remizy
- V 1994 – uroczyste oddanie do użytku budynku remizy
- 6 VI 2003 r. – przed godziną 21:00 w Kozarzach wybuchł pożar drewnianej stodoły. Rozprzestrzeniający się żywioł strawił: 2 drewniane domy, 4 stodoły, 2 obory, chlewek oraz zgromadzony w zabudowaniach sprzęt rolniczy. Akcja gaśnicza, również z udziałem strażaków OSP Kozarze zakończyła się kilka minut po północy[8]
- 14 VI 2006 r. – strażacy OSP Kozarze wraz z Jednostką Ratowniczo-Gaśniczą w Wysokiem Mazowieckiem oraz OSP z: Ciechanowca, Kuczyna, Bujenki i Klukowa gasili pożar dwóch stodół w Kozarzach. Uratowane mienie: obora murowana, stodoła murowana z garażami oraz budynek gospodarczy, drewniany  o wartości około 300 tys. zł.[9]
- 6 IX 2009 r. – drużyna męska zajęła 9 miejsce (na 11 zespołów) w VI Powiatowych Zawodach Sportowo-Pożarniczych w Sokołach. Zawody rozegrano w konkurencjach: bieg sztafetowy na 350 m z przeszkodami oraz ćwiczenia bojowe[10]
- 27 IX 2009 r.  – udział w  ćwiczeniach taktyczno-bojowych koło miejscowości Bujenka, których głównym celem było sprawdzenie stanu sprzętu pożarniczego, przy przetłaczaniu wody na duże odległości[11]
- 24-28 X 2011 r. – drużyna strażaków odbyła szkolenie podstawowe dla ratowników OSP[12]
- 31 XII  2011, około godz. 21:00 – strażacy gasili pożar domu jednorodzinnego w Kozarzach, paliła się sadza w kominie[13]
- rok 2011:   jednostka gasiła 2 pożary i wyjeżdżała do 6 zagrożeń miejscowych, w szkoleniach podstawowych udział wzięło udział 5 druhów[5]
- 21 VII 2012 r. – udział pocztu sztandarowego  w  obchodach 90. rocznicy powstania Ochotniczej Straży Pożarnej w Bogutach-Piankach[14]
- 30 VII-7 X 2012 r. – udział druhów OSP Kozarze w szkoleniu podstawowym strażaków-ratowników. Ostatni etap ćwiczeń odbył się w miejscowości Tybory-Misztale i składał się z trzech części: ratownictwa technicznego, ratownictwa medycznego oraz przepompowywania wody na odległość i gaszenia pożarów[15]
- 11 XI 2012 r. – poczet sztandarowy brał udział w  gminnych obchodach 94. rocznicy odzyskania niepodległości[16]

## Baza techniczna

### Samochód
- samochód pożarniczy Volvo  FL6-14 GBA, średni, pojemność zbiornika 2000l.

### Sprzęt
- pompa szlamowa Subaru
- radiostacja samochodowa
- piła spalinowa
- aparat ochrony dróg oddechowych – 2 szt.
- drabina – 2 szt.
- lampa ostrzegawcza – 5 szt.
- pompa pływająca Niagara – 2 szt.

### Wyposażenie ratownicze
- torba PSP.R-1 – 1 szt.
- komplet szyn Kramera, deska ortopedyczna, latarki

### Wyposażenie osobiste
- ubrania typu UPS – 5 szt.
- buty bojowe – 5 par
- hełmy, pasy, toporki, zatrzaśniki – 6 szt.
- czujnik bezruchu – 2 szt.
- ubranie koszarowe – 15 szt.
- buty koszarowe – 15 szt.
- ubranie przeciw szerszeniom – 1 szt.
- buty wodery – 4 szt.